# Aéroport international de Chongqing-Jiangbei
L'aéroport international de Chongqing-Jiangbei (code IATA : CKG • code OACI : ZUCK) est le principal aéroport de la municipalité de Chongqing, en Chine. Il est situé dans l'ancien xian de Jiangbei, devenu district de Yubei juste après son ouverture, et un des hubs les plus importants du pays.
Sa construction a été débutée en 1985. L'aéroport a commencé à accueillir ses premiers passagers depuis le 22 janvier 1990 (T1). Il est géré par le Groupe d'Aéroports de Chongqing.
L'aéroport international Jiangbei de Chongqing est catégorisé en 4F actuellement. Il contient 3 terminaux :
- T1 : ancien terminal international, fermé au public pour le moment
- T2A/B : domestique pour les compagnies aériennes : 3U, PN, G5, 9C, AQ, GT, LT, QW, DZ, 9H, Y8, 8L, etc.
- T3A : domestique et international (T3B en construction)

et 2 terminaux cargo.
Il est l'aéroport de base d'Air China (CA), Sichuan Airlines (3U), Chongqing Airlines (OQ), China West Air (PN), China Southern (CZ), Xiamen Air (MF), Shandong Airlines (SC) et China Express Airlines (G5) et connecté avec plus de 180 destinations domestiques (toutes les villes principales en Chine) et internationales (Londres, Paris, Rome, Madrid, Milan, Budapest, Moscou, Singapour, Tokyo, Osaka, Séoul, Doha, Dubaï, Bangkok, Kuala Lumpur, Phnom Penh, Katmandu, Seattle, Jakarta, Hanoi, Ho Chi Minh City, Vientiane, Sydney, etc.). En 2024, il a accueilli plus de 48 millions de passagers (7e en Chine).

## Situation

### Carte des 50 premiers aéroports de Chine
| \| 500 km1:25 016 000 \| Baotou Canton Changchun Changsha Chengdu-CTU Chengdu-TFU Chongqing Dalian Fuzhou Guilin Guiyang Haikou Hailar Hangzhou Harbin Hefei Hohhot Jinan Jinghong Kunming Lanzhou Lhassa Lijiang Nanchang Nankin Nanning Ningbo Pékin · Capitale Pékin · Daxing Qingdao Quanzhou Sanya Shanghaï-Pudong Shanghaï-Hongqiao Shantou-Chaozhou-Jieyang Shenyang Shenzhen Shijiazhuang Taiyuan Tianjin Ürümqi Wenzhou Wuhan Suzhou Xiamen Xi'an Xining Yantai Yinchuan Zhengzhou Zhuhai-Jinwan |
| 500 km1:25 016 000 |

## Compagnies aériennes et destinations

### Passagers
| Compagnies                                           | Destinations |
| ---------------------------------------------------- | --- |
| Air China                                            | - Aksou (en), - Pékin-Capitale, - Changchun, - Changsha, - Dali, - Dalian-Zhoushuizi, - Fuzhou-Chánglè, - Canton-Baiyun, - Haikou, - Hangzhou-Xiaoshan, - Harbin Taiping, - Huai'an, - Lhassa-Gonggar, - Lianyungang-Huaguoshan, - Liupanshui (zh), - Nanchang-Changbei, - Nankin, - Ningbo, - Shanghai-Hongqiao, - Shanghai-Pudong, - Shenyang, - Shenzhen-Bao'an, - Tianjin Binhai, - Ürümqi-Diwopu, - Wenzhou-Longwan, - Wuhan, - Xiamen-Gaoqi, - Yinchuan Hedong, - Yiwu, - Yuncheng, - Zhengzhou, - Zhuhai - Dubaï, - Hong Kong, - Cam Ranh, - Séoul-Incheon, - Taïwan-Taoyuan, - Tokyo-Narita |
| Air Guilin                                           | Xuzhou-Guanyin |
| Air Macau                                            | Macao |
| AirAsia X                                            | Kuala Lumpur |
| Asiana Airlines                                      | Séoul-Incheon |
| Bangkok Airways                                      | Charter : Ko Samui |
| Beijing Capital Airlines                             | Hangzhou-Xiaoshan, Lijiang, Nankin |
| Cathay Dragon                                        | Hong Kong |
| Cebu Pacific                                         | Charter : Kalibo |
| Chengdu Airlines                                     | Beihai-Fucheng |
| China Airlines                                       | Taïwan-Taoyuan |
| China Eastern Airlines                               | - Baise Bama, - Pékin-Capitale, - Changzhou, - Dalian-Zhoushuizi, - Hefei, - Jinan, - Kunming-Changshui, - Lijiang, - Nankin, - Ningbo, - Qingdao-Jiaodong, - Shanghai-Hongqiao, - Shanghai-Pudong, - Taiyuan-Wusu, - Wuhan, - Wuxi/Suzhou, - Xi'an-Xianyang, - Xinyang Minggang (en), - Yantai, - Yinchuan Hedong, - Zhanjiang-Wuchuan, - Zhaotong |
| China Express Airlines                               | - Bannière gauche d'Alxa-Bayanhot (en), - Baise Bama, - Baotou-Donghe, - Changsha, - Changzhi-Wangcun (en), - Dalian-Zhoushuizi, - Datong (en), - Dunhuang, - Fuyang (en), - Guilin-Liangjiang, - Guiyang, - Guyuan Liupanshan, - Haikou, - Handan (zh), - Hangzhou-Xiaoshan, - Hechi Jinchengjiang (en), - Hohhot, - Huai'an, - Huaihua (zh), - Jinan, - Jining Da'an (en), - Kunming-Changshui, - Lanzhou, - Liuzhou, - Longnan Chengzhou (en), - Lüliang (zh), - Manzhouli, - Meixian (en), - Nanning, - Nanyang, - Ordos Ejin Horo, - Qianjiang Wulingshan (en), - Quzhou (en), - Rizhao Shanzihe (en), - Sanya-Phénix, - Shaoyang (en), - Shenyang, - Shiyan Wudangshan (en), - Taiyuan-Wusu, - Taizhou (Zhejiang) (en), - Tangshan Sannühe (en), - Tianjin Binhai, - Tianshui Maijishan (en), - Tongliao (en), - Tongren Fenghuang (en), - Ulan hot, - Ulanqab Jining (en), - Weifang (en), - Wuhan, - Wuzhou-Changzhoudao (en), - Xiamen-Gaoqi, - Xi'an-Xianyang, - Xiangyang-Luiji, - Xingyi (en), - Xinzhou (zh), - Taizhou (Jiangsu) (en), - Yinchuan Hedong, - Yongzhou (zh), - Yulin (en), - Zhanjiang-Wuchuan, - Zhoushan Putuoshan, - Zhuhai |
| China Southern Airlines                              | - Beihai-Fucheng, - Pékin-Capitale, - Changchun, - Changsha, - Dalian-Zhoushuizi, - Canton-Baiyun, - Guilin-Liangjiang, - Haikou, - Kunming-Changshui, - Lhassa-Gonggar, - Lijiang, - Nanning, - Sanya-Phénix, - Shantou-Chaozhou-Jieyang - Shenyang, - Shenzhen-Bao'an, - Tianjin Binhai, - Ürümqi-Diwopu, - Wuhan, - Xi'an-Xianyang, - Jinghong Xishuangbanna Gasa, - Taizhou (Jiangsu) (en), - Yiwu, - Zhengzhou, - Zhuhai |
| China Southern Airlines opéré par Chongqing Airlines | - Pékin-Capitale, - Changchun, - Changsha, - Dali, - Dalian-Zhoushuizi, - Diqing Shangri-La (en), - Fuzhou-Chánglè, - Canton-Baiyun, - Hangzhou-Xiaoshan, - Harbin Taiping, - Hengyang, - Huizhou Pingtan (en), - Shantou-Chaozhou-Jieyang, - Kunming-Changshui, - Lanzhou, - Lhassa-Gonggar, - Linyi (zh), - Nanchang-Changbei, - Nankin, - Ningbo, - Sanya-Phénix, - Shanghai-Pudong, - Shenzhen-Bao'an, - Tengchong Tuofeng (en), - Wenzhou-Longwan, - Wuhan, - Xiamen-Gaoqi, - Jinghong Xishuangbanna Gasa, - Zhengzhou, - Zhuhai |
| China Southern Airlines opéré par Chongqing Airlines | Hanoï-Nội Bài, Hô Chi Minh Ville (Tân Sơn Nhất), Phuket |
| Colorful Guizhou Airlines                            | Guiyang |
| Donghai Airlines                                     | Shenzhen-Bao'an, Zhuhai |
| EVA Air                                              | Taïpei-Songshan |
| Finnair                                              | Helsinki-Vantaa |
| Fuzhou Airlines                                      | Fuzhou-Chánglè |
| Grand China Air                                      | Sanya-Phénix |
| GX Airlines                                          | Jining Da'an (en), Luoyang, Nanning |
| Hainan Airlines                                      | Pékin-Capitale, Changsha, Fuzhou-Chánglè, Canton-Baiyun, Haikou, Hangzhou-Xiaoshan, Los Angeles, New York-John F. Kennedy, Paris-Charles de Gaulle , Rome Léonard-de-Vinci/Fiumicino, Shanghai-Pudong, Shenzhen-Bao'an, Taiyuan-Wusu, Wenzhou-Longwan, Xi'an-Xianyang, Xiamen-Gaoqi, Yan An |
| Hebei Airlines                                       | Nanning, Shijiazhuang |
| Hong Kong Airlines                                   | Hong Kong |
| JC International Airlines                            | Siem Reap-Angkor, Sihanoukville |
| Juneyao Airlines                                     | Shanghai-Hongqiao |
| Kunming Airlines                                     | Baoshan Yunduan (en), Kunming-Changshui, Nantong Xingdong, Taizhou (Zhejiang) (en) |
| Lion Air                                             | Charter : Denpasar-Bali, Manado-S. Ratulangi |
| LJ Air                                               | Harbin Taiping |
| Loong Air                                            | Hangzhou-Xiaoshan, Ningbo, Qianjiang Wulingshan (en) |
| Lucky Air                                            | Kunming-Changshui, Lijiang,Simao (en), Xuzhou-Guanyin |
| Malaysia Airlines                                    | Kuala Lumpur |
| Maldivian                                            | Charter : Bangkok-Suvarnabhumi, Malé Velana |
| Okay Airways                                         | Changsha, Xining-Caojiabao |
| Qatar Airways                                        | Doha-Hamad |
| Qingdao Airlines                                     | Ganzhou Huangjin, Qingdao-Jiaodong |
| Ruili Airlines                                       | Dehong Mangshi |
| Shandong Airlines                                    | Pékin-Capitale, Changchun, Dalian-Zhoushuizi, Harbin Taiping, Hefei, Jinan, Qingdao-Jiaodong, Shanghai-Hongqiao, Shenyang, Taiyuan-Wusu, Xiamen-Gaoqi, Yancheng, Yantai, Zhuhai |
| Shandong Airlines                                    | Chiang Mai, Phnom Penh, Siem Reap-Angkor |
| Shanghai Airlines                                    | Huangshan-Tunxi, Shanghai-Hongqiao |
| Shenzhen Airlines                                    | Canton-Baiyun, Nanchang-Changbei, Nankin, Nanning, Quanzhou Jinjiang, Shenzhen-Bao'an |
| Sichuan Airlines                                     | - Altay, - Pékin-Capitale, - Changsha, - Changzhou, - Dalian-Zhoushuizi, - Daocheng Yading, - Canton-Baiyun, - Haikou, - Hangzhou-Xiaoshan, - Harbin Taiping, - Hongyuan (en), - Shantou-Chaozhou-Jieyang, - Jinan, - Kāngdìng, - Kunming-Changshui, - Lanzhou, - Lhassa-Gonggar, - Lijiang, - Nanchang-Changbei, - Nankin, - Nanning, - Ningbo, - Nyingchi (zh), - Panzhihua, - Qingdao-Jiaodong, - Quanzhou Jinjiang, - Sanya-Phénix, - Shanghai-Pudong, - Shennongjia, - Shenyang, - Shenzhen-Bao'an, - Taiyuan-Wusu, - Tianjin Binhai, - Ürümqi-Diwopu, - Wenzhou-Longwan, - Wuhan, - Wuxi/Suzhou, - Xi'an-Xianyang, - Xiamen-Gaoqi, - Xining-Caojiabao， - Jinghong Xishuangbanna Gasa, - Yanji, - Yantai, - Yinchuan Hedong, - Zhengzhou, - Zhongwei, - Zhoushan Putuoshan - Mactan-Cebu, - Đà Nẵng, - Jeju, - Krabi, - Cam Ranh, - Phuket, - Taïpei-Songshan, - Sihanoukville, - Sydney-K. Smith |
| SilkAir                                              | Singapour-Changi |
| Spring Airlines                                      | Ji'an, Luoyang, Ningbo, Shanghai-Hongqiao, Shanghai-Pudong, Shenyang, Shenzhen-Bao'an, Shijiazhuang |
| Spring Airlines                                      | Osaka-Kansai |
| Spring Airlines Japan                                | Tokyo-Narita |
| Thai AirAsia                                         | Bangkok-Don Muang |
| Thai Smile                                           | Bangkok-Suvarnabhumi |
| Thai Lion Air                                        | Bangkok-Don Muang, Phuket |
| Tianjin Airlines                                     | Dongying (en), Haikou, Hohhot, Tianjin Binhai, Ürümqi-Diwopu, Wenzhou-Longwan, Xi'an-Xianyang, Xilinhot (en), Zhengzhou, Auckland, Londres-Heathrow, Melbourne-Tullamarine, Moscou Chérémétiévo, Phuket, En saison : Irkoutsk |
| Tibet Airlines                                       | Lhassa-Gonggar, Nyingchi (zh), Qamdo Bamda, Shenzhen-Bao'an, Tianjin Binhai, Xiamen-Gaoqi |
| Uni Air                                              | Taïwan-Taoyuan |
| Vietnam Airlines                                     | En saison charter : Cam Ranh |
| West Air                                             | - Changsha, - Daocheng Yading, - Fuzhou-Chánglè, - Canton-Baiyun, - Haikou, - Hangzhou-Xiaoshan, - Hefei, - Harbin Taiping, - Hohhot, - Shantou-Chaozhou-Jieyang, - Jinan, - Korla, - Kunming-Changshui, - Lanzhou, - Lhassa-Gonggar, - Lijiang, - Nanchang-Changbei, - Nankin, - Ningbo, - Quanzhou Jinjiang, - Sanya-Phénix, - Shanghai-Pudong, - Shenyang, - Shenzhen-Bao'an, - Shigatsé, - Shijiazhuang, - Singapour-Changi, - Taiyuan-Wusu, - Tianjin Binhai, - Ürümqi-Diwopu, - Wanzhou-Wuqiao, - Wenshan-Puzhehei (en), - Wuhan, - Xi'an-Xianyang, - Xiamen-Gaoqi, - Jinghong Xishuangbanna Gasa, - Zhengzhou, - Zhuhai |
| XiamenAir                                            | Changsha, Fuzhou-Chánglè, Ganzhou Huangjin, Guilin-Liangjiang, Hangzhou-Xiaoshan, Harbin Taiping, Hohhot, Lhassa-Gonggar, Quanzhou Jinjiang, Shanghai-Hongqiao, Shenzhen-Bao'an, Tianjin Binhai, Xiamen-Gaoqi, Xichang (en) |

Édité le 18/11/2018

### Cargo
| Compagnies                         | Destinations                                                                        |
| ---------------------------------- | ----------------------------------------------------------------------------------- |
| AirBridgeCargo Airlines            | Moscou-Cheremetyevo, Zhengzhou                                                      |
| Air China Cargo                    | Amsterdam, Chennai, Francfort, Luxembourg, Shanghai-Pudong Charter : Chicago-O'Hare |
| Cathay Pacific                     | Hong Kong, Shanghai-Pudong                                                          |
| China Airlines                     | Taipei-Taoyuan                                                                      |
| China Southern                     | Amsterdam, Shanghai-Pudong                                                          |
| China Eastern                      | Dacca, Shanghai-Pudong                                                              |
| EVA Air                            | Hong Kong, Shanghai-Pudong, Taipei-Taoyuan                                          |
| Lufthansa Cargo                    | Delhi, Francfort, Canton, Krasnoyarsk                                               |
| Qantas Freight opéré par Atlas Air | Chicago-O'Hare, New York-JFK, Sydney                                                |
| Shenzhen Donghai Airlines          | Hong Kong                                                                           |
| Singapore Airlines Cargo           | Bangalore, Dacca, Calcutta, Shanghai-Pudong, Singapour                              |
| TNT Airways                        | Liège, Shanghai-Pudong                                                              |
| Yangtze River Express              | Canton, Luxembourg, Moscou-Cheremetyevo, Shanghai-Pudong, Taipei-Taoyuan            |

- Hub : Chongqing Airlines (OQ), China West Air (PN), China Express Airlines (G5), Shandong Airlines (SC), Air China (CA), Sichuan Airlines (3U), China Southern Airlines (CZ), Xiamen Airlines (MF)

## Statistiques
Pour des raisons techniques, il est temporairement impossible d'afficher le graphique qui aurait dû être présenté ici.

Voir la requête brute et les sources sur Wikidata.
| Année | Passagers  | Passagers  | Cargo       | Cargo      | Vol     | Vol        |
| Année | Nombre     | Croissance | Tonne       | Croissance | Nombre  | Croissance |
| ----- | ---------- | ---------- | ----------- | ---------- | ------- | ---------- |
| 2000  | 2 780 359  | 13,3 %     | 62 214,5    | 2,2 %      | 36 405  | 1,4 %      |
| 2001  | 3 192 759  | 14,8 %     | 64 597,1    | 3,8 %      | 41 192  | 13,1 %     |
| 2002  | 3 865 788  | 21,1 %     | 71 464,9    | 10,6 %     | 49 012  | 19,0 %     |
| 2003  | 4 287 505  | 10,9 %     | 76 921,5    | 7,6 %      | 56 108  | 14,5 %     |
| 2004  | 5 233 774  | 22,1 %     | 87 568,0    | 13,8 %     | 64 750  | 15,4 %     |
| 2005  | 6 631 420  | 26,7 %     | 100 909,9   | 15,2 %     | 72 674  | 12,2 %     |
| 2006  | 8 050 007  | 21,4 %     | 120 178,3   | 19,1 %     | 88 929  | 22,4 %     |
| 2007  | 10 355 730 | 28,6 %     | 143 472,4   | 19,4 %     | 105 092 | 18,2 %     |
| 2008  | 11 138 432 | 7,6 %      | 160 256,4   | 11,7 %     | 112 565 | 7,1 %      |
| 2009  | 14 038 045 | 26,0 %     | 186 005,9   | 16,1 %     | 132 619 | 17,8 %     |
| 2010  | 15 802 334 | 12,6 %     | 195 686,6   | 5,2 %      | 145 705 | 9,9 %      |
| 2011  | 19 052 706 | 20,6 %     | 237 572,5   | 21,4 %     | 166 763 | 14,5 %     |
| 2012  | 22 057 003 | 15,8 %     | 268 642,4   | 13,1 %     | 195 333 | 17,1 %     |
| 2013  | 25 272 039 | 14,6 %     | 280 149,8   | 4,3 %      | 214 574 | 9,9 %      |
| 2014  | 29 264 363 | 15,8 %     | 302 335,812 | 7,9 %      | 238 085 | 11,0 %     |
| 2015  | 32 402 196 | 10,7 %     | 318 781,502 | 5,4 %      | 255 414 | 7,3 %      |
| 2016  | 35 888 819 | 10,8 %     | 361 090,957 | 13,3 %     | 276 807 | 8,4 %      |
| 2017  | 38 715 210 | 7,9 %      | 366 278,335 | 1,4 %      | 288 598 | 4,3 %      |
| 2018  | 41 595 887 | 7,4 %      | 382 160,775 | 4,3 %      | 300 745 | 4,2 %      |
| 2019  | 44 786 772 | 7,7 %      | 410 928,629 | 7,5 %      | 318 398 | 5,9 %      |
| 2020  | 34 937 789 | 22,0 %     | 411 239,641 | 0,1 %      | 274 659 | 13,7 %     |
| 2021  | 35 766 284 | 2,4 %      | 476 723,085 | 15,9 %     | 280 577 | 2,2 %      |
| 2022  | 21 673 547 | 39,4 %     | 414 775,407 | 13,0 %     | 188 586 | 32,8 %     |
| 2023  | 44 657 227 | 106,0 %    | 387 892,873 | 6,5 %      | 314 697 | 66,9 %     |
| 2024  | 48 676 973 | 9,0 %      | 469 526,318 | 21,0 %     | 330 380 | 5,0 %      |

Source : CAAC (Administration de l'aviation civile de Chine)

## Terminaux
Les terminaux T1, T2 et T3 totalisent 737 000 m2 environ. Ils sont ouverts 24h/24 et 7j/7.

### Terminal T1
Le terminal T1 est construit en 1990 avec une surface de 18 000 m2 et une capacité de 1 million de passagers par an. Il était dédié aux vols internationaux depuis l'inauguration du terminal T2 en 2004. Il contient 11 portes d'embarquement dont 6 ponts, 9 guichets d'enregistrement, 4 voies sanitaires, 5 voies douanières, 11 voies de la police frontière et 5 salons VIP. Une extension du terminal T1 est récemment inaugurée avec 8 guichets d'enregistrement supplémentaires. Depuis la mise en service du terminal T3A fin août 2017, le terminal T1 est fermé au public et en attente d'une nouvelle rénovation.

### Terminal T2
Le terminal T2 est construit en 2004 avec une surface de 84 000 m2 et une capacité de 7 millions de passagers par an. Il contient 19 portes d'embarquement dont 15 ponts, 54 guichets d'enregistrement, 12 voies de contrôle de sécurité et 10 salons VIP.
Depuis une nouvelle extension de ce terminal en 2007, la partie existante était nommée T2B. Après l’achèvement en 2010 avec la 2e piste, la partie de l'extension était donc nommée T2A. Le terminal T2 totalisé 180 000 m2 avec 12 ponts et une capacité de 7 millions passagers supplémentaires. Malgré cette extension, la croissance de passagers et cargo de l'Aéroport International de Chongqing était encore plus importante que celle de sa capacité.
Après la mise en service du terminal T3A en août 2017, le terminal T2 est affecté aux vols intérieurs de certaines compagnies aériennes : Sichuan Airlines (3U), China West Air (PN), China Express Airlines (G5), Spring Airlines (9C), 9 Air (AQ), Air Guilin (GT), Longjiang Airlines (LT), Qingdao Airlines (QW), Donghai Airlines (DZ), Air Changan (9H), Suparna Airlines (Y8) et Lucky Air (8L).

### Terminal T3
Le terminal T3 contiendra 2 bâtiments avec une surface totale de 800 000 m2 environ (T3A 530 000 m2 et T3B 360 000 m2). Il est conçu pour accueillir le plus grand avion A380.
- La 1re partie T3A est achevée avec la 3e piste de 3800 x 60 m en août 2017 pour une capacité supplémentaire de 30 millions passagers. En forme "X" (L : 750 m, P : 1 060 m, H : 49 m), il est composé en 5 parties : hall central (zone E) et 4 branches (zone A à D). Le terminal T3A est mis en service le 29 août 2017[33]. Il accueille les vols intérieurs (sauf les compagnies au Terminal T2) et tous les vols internationaux.
- La 2e partie T3B sera mise en service en 1er trimestre 2025 pour une capacité supplémentaire de 35 millions passagers.

## Transport

### Gare routière
Une gare routière se trouve au rez-de-chaussée entre les bâtiments T2A et T2B et au GTC (Centre de Transport Routier) devant le terminal T3A. Plus de 200 bus par jour partent pour des différentes destinations dans Grande Chongqing et vers des villes voisines dans les provinces de Hubei, Hunan, Guizhou, Yunnan, Sichuan.

### Navettes
Ligne K01 : Navettes entre l'aéroport et le Centre Touristique à JieFangBei (33 km, 60 min environ) :
- Le Centre Touristique (JieFangBei) vers l'aéroport : 5H30 à 21H00 (Arrêts : Centre Touristique à JieFangBei - Palais de l'Assemblée du Peuple - NiuJiaoTuo / ShangQingSi - JiaZhouHuaYuan - Terminal T2B - Terminal T2A - Terminal T3)
- L'aéroport vers le Centre Touristique (JieFangBei) : 8H30 jusqu'à 30 minutes après le dernier atterrissage (Arrêts : Terminal T3 - Terminal T2A - Terminal T2B - JiaZhouHuaYuan - NiuJiaoTuo / ShangQingSi - Palais de l'Assemblée du Peuple - Centre Touristique à JieFangBei)
- Prix : 15 CNY/passager

Ligne K02 : Navettes entre l'aéroport et la Gare du Nord (20 km, 40 min environ) :
- La Gare du Nord vers l'aéroport : 8H00 à 22H30 (Arrêts : Gare du Nord - Centre d'Expo Automobile - Terminal T2B - Terminal T2A - Terminal T3)
- L'aéroport vers la Gare du Nord : 8H45 à 22H40 (Arrêts : Terminal T3 - Terminal T2A - Terminal T2B - Rue de XiXia - Gare du Nord)
- Prix : 15 CNY/passager

Ligne K03 : Navettes entre l'aéroport et YangGongQiao / ShaPingBa (32 km, 60 min environ) :
- LinQuanYaShe vers l'aéroport : 7H00 à 21H00 (Arrêts : LinQuanYaShe - YangGongQiao / ShaPingBa - Terminal T2B - Terminal T2A - Terminal T3)
- L'aéroport vers YangGongQiao / ShaPingBa : 8H30 à 23H30 (Arrêts : Terminal T3 - Terminal T2A - Terminal T2B - YangGongQiao / ShaPingBa)
- Prix : 15 CNY/passager

Ligne K04 : Navettes entre l'aéroport et la Nouvelle Cité de l'Aéroport :
- Nouvelle Cité de l'Aéroport vers l'aéroport : 6H30 à 21H30 (Arrêts : Nouvelle Cité de l'Aéroport - Rue de XinCheng - Rue de FuChang - Avenue de LanXin - Stade YuBei - Rue de BaiGuo - Rue de BeiHu - Village des Cultures - Parc BiJin - YuHangYuan - Terminal 1 - Terminal T2B - Terminal T2A - Résidence XinFu Zone B - Groupe CQA - Terminal T3)
- L'aéroport vers Nouvelle Cité de l'Aéroport : 7H30 à 23H00 (Arrêts : Terminal T3 - Groupe CQA - Résidence XinFu Zone B - Terminal T2A - Terminal T2B - Terminal 1 - YuHangYuan - Parc BiJin - Village des Cultures - Rue de BeiHu - Rue de BaiGuo - Stade YuBei - Avenue de LanXin - Rue de FuChang - Rue de XinCheng - Nouvelle Cité de l'Aéroport)
- Prix : 5 CNY/passager

Ligne K05 : Navettes entre l'aéroport et SiGongLi :
- SiGongLi vers l'aéroport : 7H00 à 21H00 (Arrêts : SiGongLi - Terminal T2B - Terminal T2A - Terminal T3)
- L'aéroport vers SiGongLi : 8H30 à 22H30 (Arrêts : Terminal T3 - Terminal T2A - Terminal T2B - SiGongLi)
- Prix : 15 CNY/passager

Ligne K06 : Navettes entre l'aéroport et la Gare de l'Ouest :
- La Gare de l'Ouest vers l'aéroport : 8H00 à 21H00 (Arrêts : direct)
- L'aéroport vers la Gare de l'Ouest : 8H00 à 21H00 (Arrêts : direct)
- Prix : 15 CNY/passager

Ligne K07 : Navettes entre l'aéroport et la Gare de ShaPingBa :
- La Gare de ShaPingBa vers l'aéroport : 8H30 à 23H00 (Arrêts : direct)
- L'aéroport vers la Gare de ShaPingBa : 6H50 à 21H00 (Arrêts : direct)
- Prix : 15 CNY/passager

Ligne K08 : Navettes entre l'aéroport et la Cité Universitaire :
- La Cité Universitaire vers l'aéroport : 6H00 à 19H00 (Arrêts : Terminal T3, LaiJiaQiao, ChenJiaQiao, Institut des Beaux Arts de Sichuan, Rue de l'Ouest Cité Universitaire)
- L'aéroport vers la Cité Universitaire : 9H00 à 20H00 (Arrêts : Rue de l'Ouest Cité Universitaire, Institut des Beaux Arts de Sichuan, ChenJiaQiao, LaiJiaQiao, Terminal T3)
- Prix : 20 CNY/passager

Navettes entre T1, T2 et T3 :
- T1 vers T3 : (Arrêts : Terminal 1 - Terminal T2B - Terminal T2A - Résidence XinFu Zone B - Groupe CQA - Terminal T3)
- T3 vers T1 : (Arrêts : Terminal T3 - Groupe CQA - Résidence XinFu Zone B - Terminal T2A - Terminal T2B - Terminal 1)
- Prix : Gratuit

### Métro Ligne 3
- Vols intérieurs : Sortie no 3
- Parking (devant T2B) : Sortie no 1 ou 5

### Métro Ligne 10
Mise en service depuis le 28 décembre 2017.
Cette ligne lie les deux terminaux T2 et T3A et permet d'avoir un accès facile au Centre d'EXPO, ainsi qu'à la Gare du Nord de Chongqing.

### Métro Ligne 15
En construction

### Train Intercité / TGV
Gare opérationnelle depuis le 30 décembre 2022 située en sous-sol du Terminal T3A.
Elle fait partie du réseau rail périphérique Est de Chongqing. Il existe des TGV en liaison avec la Gare du Nord de Chongqing, la Gare de l'Est de Chengdu, l'Aéroport International de Chengdu-Shuangliu, etc.

### Parking
- Parking T3A (GTC) : 5000 places environ
- Parking T2 sud : 25 000 m2, 392 places
- Parking T2 nord : 19 000 m2, 400 places
- Parking T2 souterrain : 2 300 m2, 135 places
- Parking réservé aux taxis : 7 500 m2, 266 places
- Parking T1 : 6 440 m2, 200 places

## Divers
- Exemption de visa chinois pour les titulaires de passeports ordinaires français entre le 01/12/2023 et 30/11/2024 (heure de Pékin) pour les motifs de commerce, de tourisme, de visite familiale et de transit pour une durée maximale de 15 jours (Ambassade de la Chine en France)
- Accès internet : Wi-Fi gratuit 24H/24 et 7J/7
- Banques : CIBC, ABC, Banque de Communications, Standard Chartered, Citibank
- Restaurants : KFC, McDo, Dico's, Häagen-Dazs, Starbucks, etc.
- Shopping : Salvatore, Ferragamo, Zegna, Longines, Tissot, CK, Lancôme, Giorgio Armani, Timberland, BMW Lifestyle, etc.